# Heddet
Ne doit pas être confondu avec Hededèt.
Dans la mythologie égyptienne, Heddet est le nom d'une déesse poisson.